# Redsocks
Redsocks (a veces escrito Red Socks) es una banda portuguesa de punk rock y ska formada en 2004 en Ovar.
La banda alcanzó cierta notoriedad mediática a finales de los años 2000. Se disolvió en 2010 tras editar una única recopilación de temas originales de forma independiente, iniciando un parón de aproximadamente diez años.
En 2025 retomaron su actividad con un concierto benéfico en Ovar.

## Historia
La idea de crear la banda surgió de Hugo Pereira y Ricardo Matos cuando estudiaban en la Escuela Secundaria Júlio Dinis de Ovar. Bajo el nombre de "Redsocks", pasaron por varias formaciones sin llegar a consolidarse.
En 2004, con la incorporación de João Leal, Miguel Sampaio y Luís Pinto, comenzaron los ensayos formales y los primeros conciertos en la región de Ovar. Tocaron principalmente en la Región de Aveiro, participando en la primera edición del festival Punk Fest. 

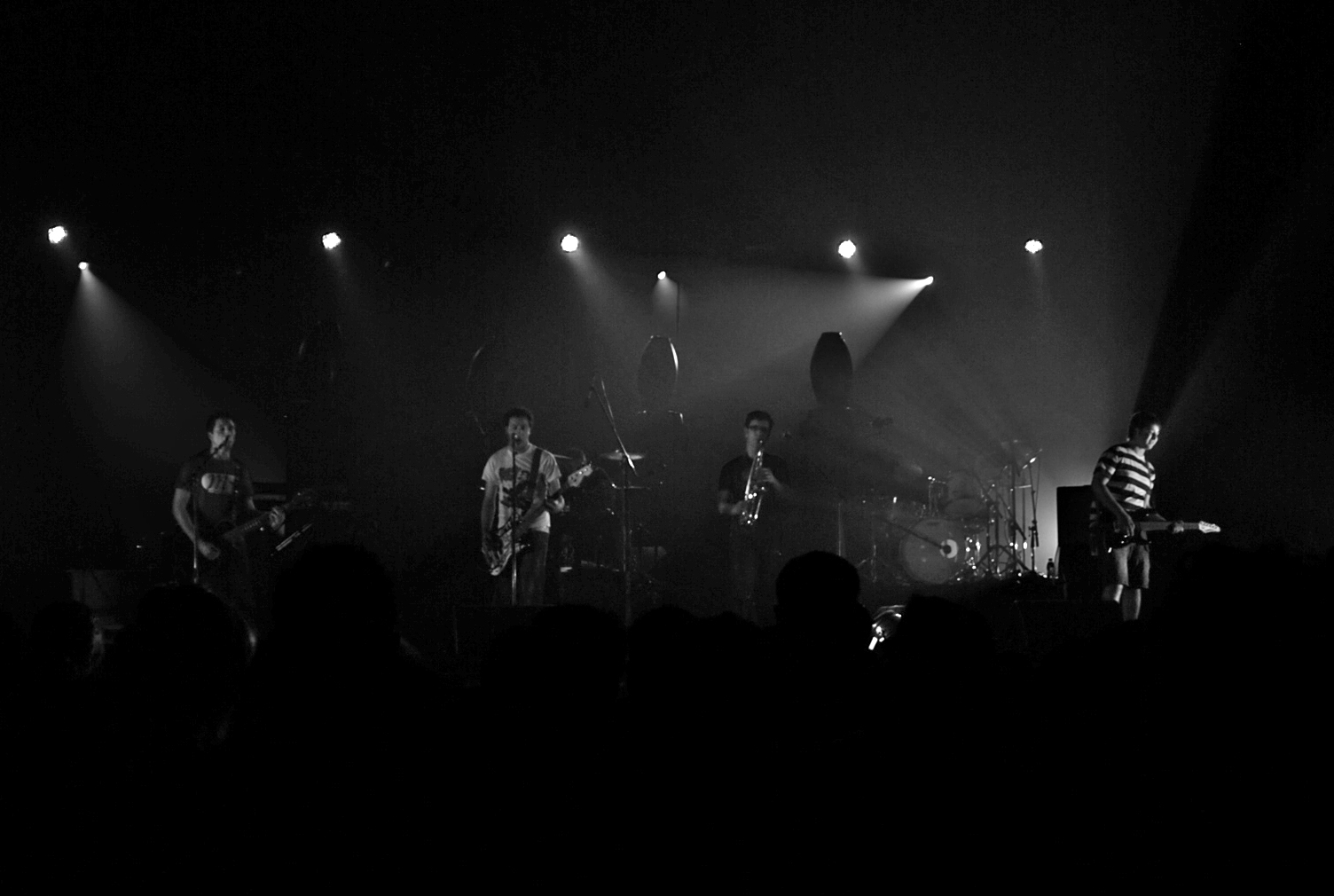
Redsocks en la Semana do Enterro (Aveiro, 2009).

En 2005, Miguel Sampaio fue sustituido por Rafael Silva en la batería, ya que Sampaio se dedicó profesionalmente al jazz. A partir de ahí se consolidó la formación clásica: saxofonista/vocalista (Luís Pinto), dos guitarristas (Hugo Pereira y João Leal), un bajista (Ricardo Matos) y un batería (Rafael Silva).
En 2008 publicaron la recopilación Rock 'n Roll is Bitchin', con tres temas originales (Passivity, Kitty y Kid Gasoline). El título hace referencia a la canción homónima de Reel Big Fish, una de sus influencias. Ese mismo año participaron en el Concurso de Música de Aveiro (COMA), logrando el 2º lugar.
En 2009 participaron en varios festivales, destacando VieiraRock (Vieira do Minho), Super Bock Super Rock, Latada de Coimbra y OVAR ao VIVO. Ganaron el concurso COMA, lo que les permitió tocar en la Semana do Enterro de la Universidad de Aveiro junto a David Fonseca y Rita Redshoes.
En 2010 la banda cesó su actividad de forma regular.
En 2025 volvieron a los escenarios con el festival Viva Hell Mexico, junto a bandas locales como Trinco no Mamilo, Pevides de Cabaça, No Violation y Twenty Toon.

## Miembros

### Miembros actuales
- Luís Pinto (saxofón/voz)
- João Leal (guitarra solista)
- Hugo Pereira (guitarra rítmica)
- Ricardo Matos (bajo)
- Rafael Silva (batería).[2][3]

### Antiguos miembros
- Miguel Sampaio (batería).[2][3]

## Discografía
- Rock 'n Roll is Bitchin' (2008).[2][3]

## Asociaciones
Todos los miembros forman parte del Grupo Carnavalesco Os Hippies, que participa en el Carnaval de Ovar. Algunos también tocan en la banda de covers Hippies Alive.